# 李周 (宋朝)
李周（?—?），字纯之，北宋冯翊（今陕西省大荔县）人。
李周中进士，任长安县尉，转任洪洞县令、云安县令。在云安免盐井之税百万。后来在施州担任通判，后来改任判西京（洛阳）国子监。宋哲宗即位後，召入京师，任兵部职方司郎中。后来李周历任秘书少监、陕西路转运使、太常少卿，知陕州、集贤殿修撰。

## 延伸阅读
[在维基数据编辑]
 《宋史/卷344》，出自脱脱《宋史》